# Ballystokes
In Ballystokes nordöstlich von Downpatrick im County Down in Nordirland wird ein ungefähr vier Meter langer Felsaufschluss von Cup-and-Ring-Markierungen bedeckt.
Zu erkennen sind mindestens sieben Cup-and-Ring-Markierungen und viele ringlose Cups/Tassen. Einige Felsritzungen haben zwei konzentrische Ringe und einen geraden Kanal, der vom Schälchen durch die Ringe nach außen führt. Fünf Äxte aus Porzellanit wurde in der Nähe gefunden. Oberhalb von Ballystokes liegt der Hügel „Slieve na Griddle“, auf dem ein Steinhügel liegt, der neolithisch sein könnte.
Motive wie diese sind in neolithischen Passage Tombs und an vielen Plätzen außerhalb Nordirlands gefunden worden, die bronzezeitlicher Natur waren. Der Mangel an nahegelegenen, älteren Megalithanlagen weist darauf hin, dass Ballystokes zu den frühbronzezeitlichen Plätzen gehört. In der Nähe liegen die konzentrischen Ringritzungen von Churchtown.